# Estress (programa de televisión)
Estress fue un magacín español emitido en TVE-2 de manera efímera entre enero y junio de 1991 y presentado por Loles León, Rossy de Palma y Bibiana Fernández, aún conocida como Bibi Andersen.

## Historia
La serie fue creada pensando exclusivamente en las tres presentadoras, quienes en el momento gozaba de gran éxito al tratarse de chicas Almodóvar. Los 13 capítulos fueron rodados en diciembre de 1990 bajo el título de Es-3, previstos para ser emitidos el 9 de enero, fecha que se pospondría hasta el 16 y finalmente al 23 de enero de 1991. El programa, ya renombrado como Estress, siguió emitiéndose todos los miércoles a las 22.00 en horario de máxima audiencia, pero su mala acogida lo llevó a acabar siendo retransmitido de manera puntual e irregular hasta su despedida.

Su último capítulo fue emitido el 26 de junio de 1991, y la cadena no lo renovó para una segunda temporada por tratarse de un programa costoso y que contaba, según los críticos, con un guion sin fundamento. Años después las presentadoras justificaron su final, argumentando que se trataba una apuesta innovadora y caótica que la cadena no tenía demasiado clara y que la emisión inmediatamente posterior de Los Simpson generó una comparación con la que ellas salieron mal paradas.

## Formato
Estress tomó su nombre del ritmo acelerado y caótico del programa y del número de presentadoras (antes de su título definitivo fue llamado provisionalmente Es-3). Cada capítulo trataba un tema monográfico como la salud y la belleza o los sucesos legales de actualidad con un tono humorístico e irónico, y alrededor de estos giraban las distintas secciones, siempre con la misma estructura. Contaban con tres entrevistas individuales de cada presentadora a un personaje famoso o no famoso relacionados con el tema tratado y una entrevista conjunta "a saco" a otro personaje más relevante. Entre estas cuatro entrevistas se intercalaban otras cuatro actuaciones musicales de invitados o de las propias presentadoras y cuatro sketches, tres de ellos que trataban el tema del capítulo y un culebrón fijo semanal llamado Pasiones Quirúrgicas que parodiaba los dramas de telenovelas u otras series como Dallas o Falcon Crest, en los cuales también intervenían las presentadoras con actores secundarios y ocasionalmente otros invitados. Después de esto, a las 23.00 introducían un capítulo de la primera temporada de Los Simpson, y cuando este finalizaba las presentadoras volvían para despedir el programa.

## Programas
| #  | Fecha                 | Invitados                                                                                                 | Actuaciones                                                   | Ref.   |
| -- | --------------------- | --- | ------------------------------------------------------------- | ------ |
| 1  | 23 de enero de 1991   | Federico García Bahón (ortopeda), Beatriz Rosa Moreno (curandera) y Ángel Cristo.                         | La Unión, Cómplices, Paco Ortega e Isabel Montero.            | [ 7 ]  |
| 2  | 30 de enero de 1991   | Espartaco, Santiago Arriazu Irun (ha tenido una experiencia después de la muerte), Sara Montiel y Rappel. | Ketama, Hombres G y Ramoncín.                                 | [ 8 ]  |
| 3  | 6 de febrero de 1991  | Daniel Mugica, Pedro Mari Sánchez, Margarita Landi y La Fura dels Baus.                                   | Tam Tam Go, Greta y las Garbo y La Fura dels Baus.            | [ 9 ]  |
| 4  | 13 de febrero de 1991 | Javier Sádaba, Lucio Sandín (torero), Anthony Blake (mago) y Luis García Berlanga.                        | Londonbeat, Family Fax e Innocence.                           | [ 10 ] |
| 5  | 6 de marzo de 1991    | Chumy Chúmez, María Jiménez y Andrés Pajares.                                                             | La Dama se Esconde, el Norte y Breathe.                       | [ 11 ] |
| 6  | 13 de marzo de 1991   | Brigitte Nielsen, Condesa de Siruela, María Barranco y Manuel Piña.                                       | Los Pecadores, Brigitte Nielsen y Go West.                    | [ 12 ] |
| 7  | 3 de abril de 1991    | Esperanza Roy, Fernando García Tola, Francisco Umbral y Abraham García.                                   | La Trampa, Los Sencillos y The Real Milli Vanilli.            | [ 13 ] |
| 8  | 10 de abril de 1991   | La Tati (bailaora), Rosa Valenty, Jesús Ferrero y Antonio Resines.                                        | Héroes del Silencio y Graham Dye.                             | [ 14 ] |
| 9  | 24 de abril de 1991   | Ana Obregón, Pepe Barroso (empresario), Emma Cohen y Marisa Paredes.                                      | Snap, Lejos de Allí y Malevaje.                               | [ 15 ] |
| 10 | 1 de mayo de 1991     | Victoria Vera, Pepe Rubianes, Paloma Barrientos (periodista) y Manuel Bandera.                            | — *                                                           | [ 16 ] |
| 11 | 5 de junio de 1991    | Mª Luisa Ponte, Teresa Gimpera, Silvia Tortosa y Fernando Guillén Cuervo.                                 | Kim Appleaby, Lions in Love y Soul Sister.                    | [ 17 ] |
| 12 | 19 de junio de 1991   | Pedro Almodóvar, José Mª Gorodo y Andrés Hernández. **                                                    | Nacha Guevara, Orquestra Plateria y Diabéticos Acelerados. ** | [ 18 ] |
| 13 | 26 de junio de 1991   | Pedro Almodóvar, José Mª Gorodo y Andrés Hernández. **                                                    | Nacha Guevara, Orquestra Plateria y Diabéticos Acelerados. ** | [ 19 ] |

Notas
- *Se desconocen las actuaciones del programa del 1 de mayo.
- **En todos los periódicos se anuncian los programas del 19 y el 26 de junio con los mismos invitados y las mismas actuaciones.

## Legado
- El primer episodio de Los Simpson fue estrenado en España dentro del primer capítulo de Estress, por lo que algunos afirman que Almodóvar fue el responsable indirecto de introducir la popular serie en el país.
- Estress es considerado predecesor del programa de Telecinco Hable con ellas al contar con un formato parecido y relacionarse también con Almodóvar por haber tomado su nombre de la película Hable con ella.
- Pese a su efímera emisión el programa es citado en libros como Yo fui teen en los 90: Retrato de la generación que lo tuvo todo[20] o No me toques los 90.[21]
- A pesar de las malas críticas que recibió el programa las presentadoras siguen guardando buen recuerdo de él y han compartido algunas anécdotas del rodaje, además de reconocer que siguen siendo "como hermanas" desde entonces.